# Poimenesperus carreti
Poimenesperus carreti là một loài bọ cánh cứng trong họ Cerambycidae.